# ورکمن ۲۲۹۹۴
سیارک ۲۲۹۹۴ (به انگلیسی: 22994 Workman، نامگذاری:1999VH66) بیست و دو هزار و نهصد و نود و چهارمین سیارک کشف شده‌است که در ۴ نوامبر ۱۹۹۹ کشف شد.
قدر مطلق سیارک برابر ۱۸.۶ است.